# 稲荷神社 (鹿児島市)

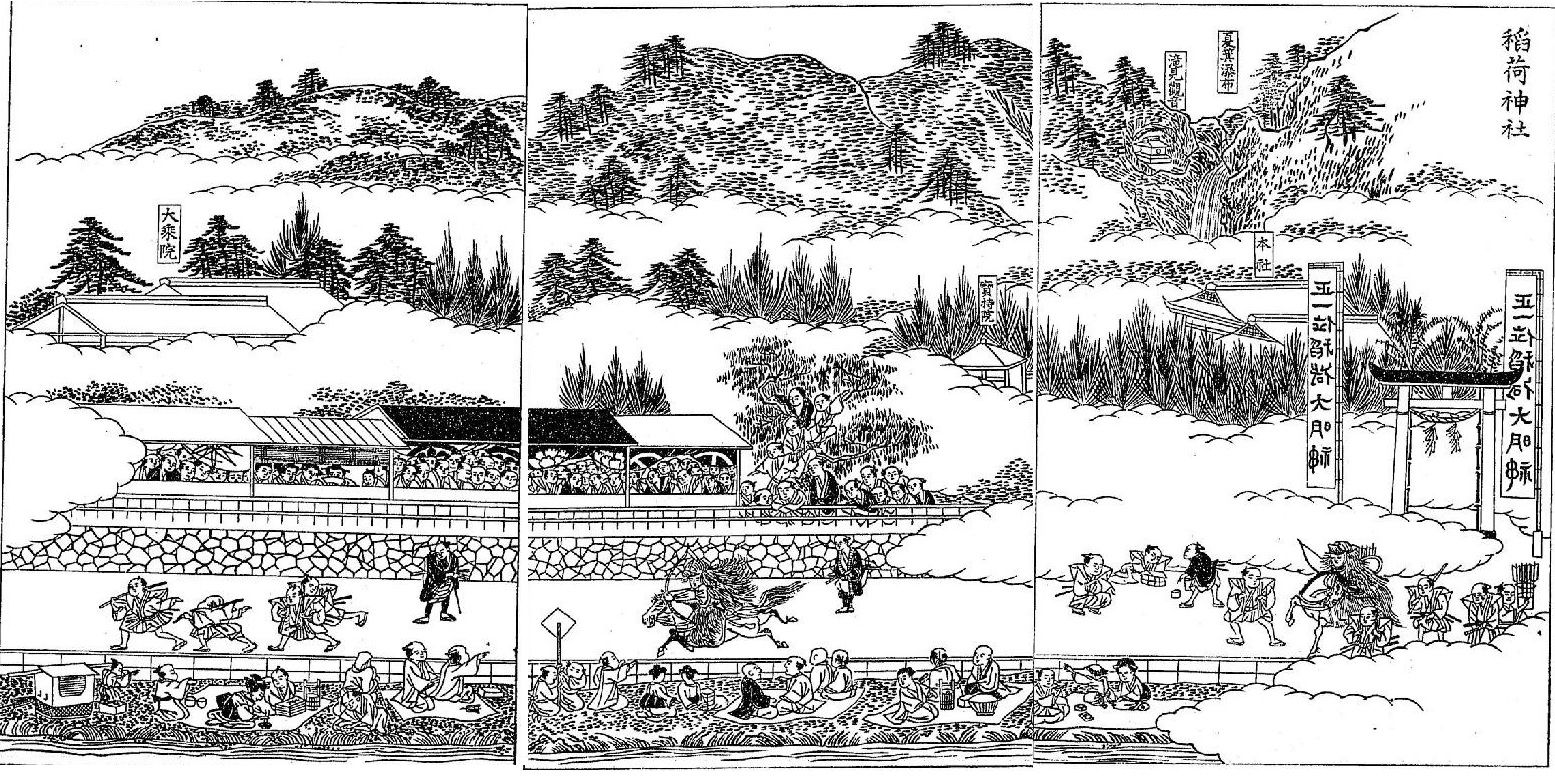
三国名勝図会に掲載されている江戸期の稲荷神社

稲荷神社（いなりじんじゃ）は鹿児島県鹿児島市稲荷町にある神社である。鹿児島五社のうち第三位に列せられている。
薩摩藩藩主の島津氏に尊崇されたために島津稲荷とも称された。旧社格は郷社。

## 祭神
宇迦御魂命、猿田彦命、大宮姫命を祀る。

## 由緒
島津氏の家祖である忠久は嵐の夜に摂津の住吉大社で稲荷神の神験により狐火に護られながら産まれたとされ、生涯住吉大社と稲荷神を崇敬した事から、薩摩へ下った承元3年（1209年）に湯田村（現日置市東市来町湯田）に稲荷神社を勧請したのが創祀であると伝え、代々島津家によって崇敬され、後に島津忠国によって現社地に遷座したという。
江戸時代になると藩主の崇敬社であった事から上下の信仰を集め、元禄9年（1696年）に正一位の宗源宣旨を受け、同13年には近衛家熙の揮毫による神号を鳥居に掲げた。また、正祭（例祭）には薩摩藩における壮観の一に数えられた流鏑馬の神事が行われ、同時に開かれた稲荷市は九州三大市の一として最も賑わったという。

## 末社
地元信仰のたのかんさあ（田の神）や金毘羅がある。